# Многообразие Эйнштейна
Многообразие Эйнштейна —  риманово или псевдориманово многообразие, тензор Риччи которого пропорционален метрическому тензору.
Это условие удовлетворяется для решений уравнений Эйнштейна с возможно не нулевой космологической постоянной, но вообще говоря, размерность многообразия Эйнштейна и его сигнатура могут быть произвольными — они не обязательно должны быть четырёх-мерными лоренцевыми многообразиями изучаемых в общей теории относительности.
Названы в честь Альберта Эйнштейна.

## Определение
Риманово многообразие является многообразием Эйнштейна если
{\displaystyle \mathrm {Ric} =k\cdot g}
для некоторой постоянной {\displaystyle k}, где {\displaystyle \mathrm {Ric} } обозначает Риччи тензор а {\displaystyle g} — метрический тензор.

### Замечания
- В случае {\displaystyle k=0} такое многообразие также называется Риччи-плоским.
- Уравнение Эйнштейна с космологической постоянной {\displaystyle \Lambda } выглядит следующим образом
{\displaystyle R_{ab}-{\tfrac {1}{2}}\cdot g_{ab}\cdot R+g_{ab}\cdot \Lambda =8\cdot \pi \cdot T_{ab},}

в вакууме тензором энергии–импульса {\displaystyle T_{ab}} равен нулю. Поэтому уравнение сводится к 
{\displaystyle R_{ab}-{\tfrac {1}{2}}\cdot g_{ab}\cdot R+g_{ab}\cdot \Lambda =0,}
которое можно переписать как 
{\displaystyle R_{ab}={\frac {2\cdot \Lambda }{n-2}}\cdot g_{ab}.}
То есть для космологической константы {\displaystyle \Lambda } имеем {\displaystyle k={\tfrac {2\cdot \Lambda }{n-2}}}.

## Примеры
- Любоe многообразие постоянной секционной кривизны; в частности:
  - Евклидово пространство, является плоским и значит Риччи-плоским и в частности многообразием Эйнштейна.
  - Единичная сфера, {\displaystyle \mathbb {S} ^{n}} эйнштейновская с {\displaystyle k=n-1}.
  - Пространство Лобачевского эйнштейновское с отрицательным {\displaystyle k}.
- Комплексные проективные пространства, {\displaystyle \mathbb {C} \mathrm {P} ^{n}} с метрикой Фубини — Штуди[англ.]*.
- Пространство Калаби — Яу  Риччи-плоские и в частности является многообразием Эйнштейна.

## Свойства
- неравенство Хитчина — Торпа[англ.] — необходимое топологическое условие для существования метрики Эйнштейна на замкнутом, ориентированном, четырёх-мерном многообразии.

## Вариации и обобщения
- Риччи-солитон